# Maladie hydrique

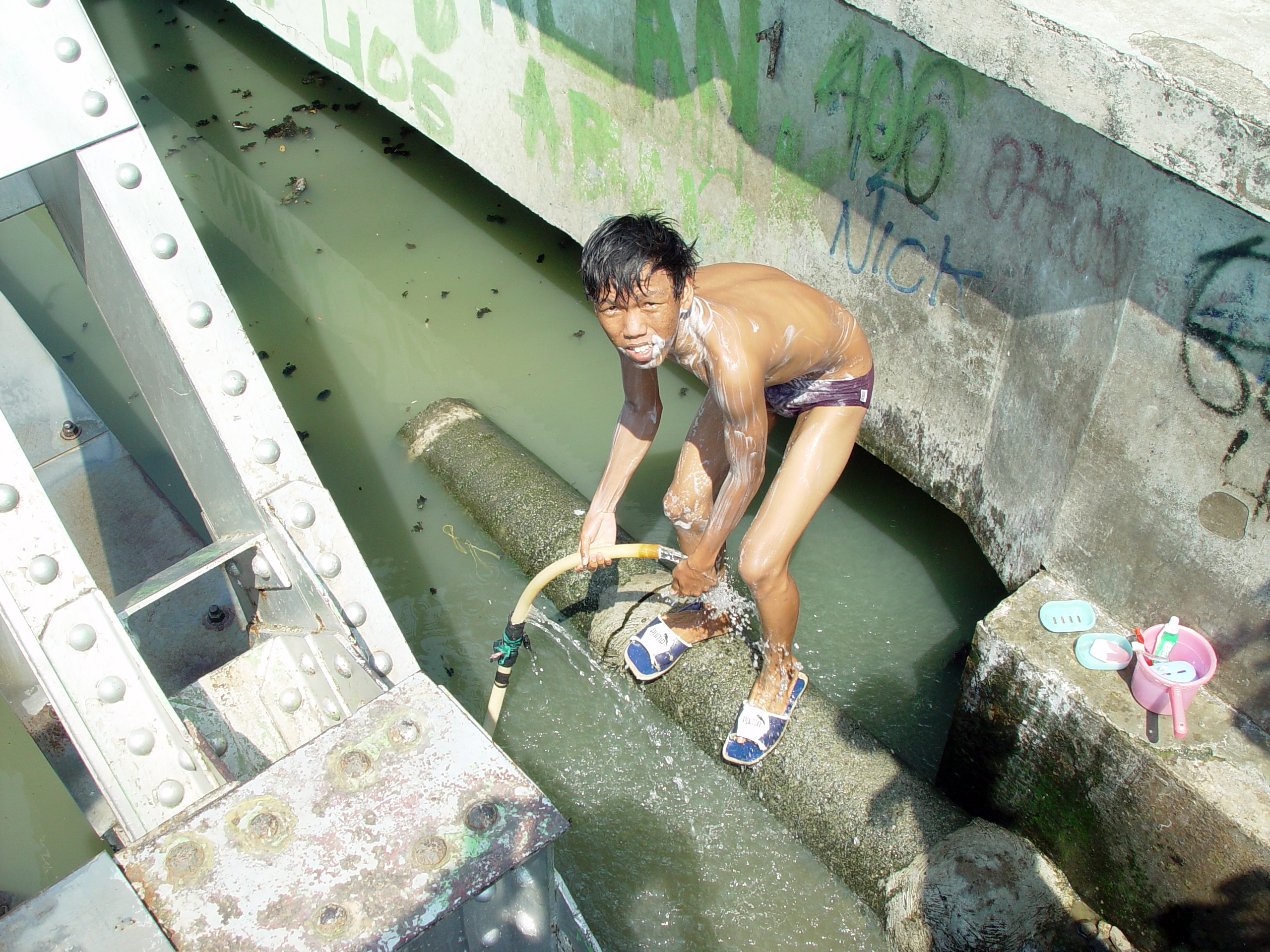
La pauvreté est une cause majeure de manque d'accès à l'eau potable, et par suite de maladies hydriques, infectieuses et parasitaires notamment (dont parfois dans les grandes villes comme ici à Jakarta ; ville pourtant située dans un pays où l'eau est abondante)

Au sens général de l'expression, les maladies hydriques (ou maladies à transmission hydrique) sont les maladies (et par extension les risques sanitaires) liés à la qualité de l'eau et à l'accès à l'eau potable. Ce sont souvent des « maladies évitables » à traiter comme enjeu de santé environnementale.
Ces maladies comptent parmi les plus fréquentes dans le monde, et elles tuent le plus (les enfants notamment).
Les pays pauvres sont largement plus touchés, mais des foyers épidémiques se déclarent périodiquement dans les pays riches (ex : en mai 2000 à Walkerton (Ontario) au moins 2 300 personnes ont été gravement malades et sept mortes à la suite d'une contamination microbienne du réseau d'eau potable dans la ville).

## Typologies

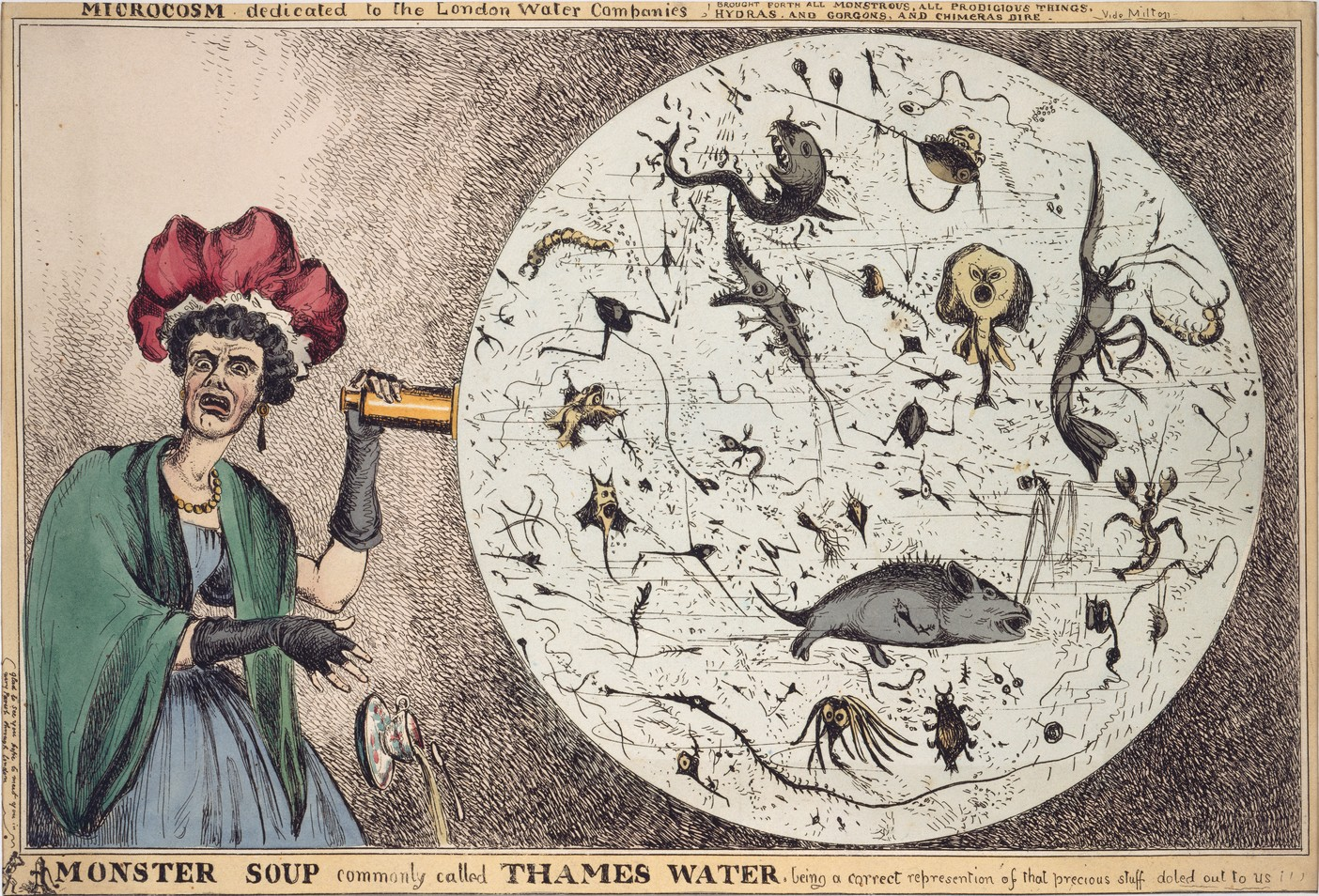
Dessin satirique de 1828 relatif à l'eau de la Tamise intitulé Soupe de monstres communément appelée l'eau de la Tamise (Monster Soup commonly called Thames Water)

Il en existe au moins quatre types :
1. les maladies liées à la toxicité d'une eau polluée par des métaux, radionucléides ou produits chimiques ;
2. les maladies infectieuses induites par une eau contenant des microorganismes pathogènes pour l'homme, y compris acquises lors d'activités récréatives (baignade, pêche, chasse...) souvent alors issue de « contaminations fécales accidentelles ou de connexions croisées »[2] ; sources de diarrhées et gastro-entérite souvent épuisantes et pouvant entrainer la mort de personnes vulnérables (jeunes enfants notamment) ;
3. les parasitoses acquises via une eau contenant des parasites de l'Homme ;
4. les maladies transportées par des vecteurs qui sont plus nombreux là où l'eau est très présente (moustiques, typiquement).

Certaines maladies comme la diarrhée du voyageur peuvent avoir une origine hydrique ou d'autres origines.

## Les eaux en cause
Il peut s'agir d'eaux utilisées pour la boisson, la cuisson, la baignade, ou encore pour se laver ou pour laver des objets... Le risque de transmission le plus direct est lié à l'eau de boisson, il peut être diminué ou presque supprimé par une bonne filtration et/ou désinfection et un stockage adéquat. Le passage du pathogène peut aussi se faire via des blessures ou par le passage d'un parasite au travers de la peau.
Selon leurs provenances, on distingue habituellement
- les eaux souterraines[3],
- les eaux pluviales ou de ruissellement ;
- les eaux de surface provenant du milieu naturel (sources, cours d'eau, mares, étangs...) ;
- les eaux provenant de lacs, de barrages ou réservoirs artificiels...

Selon le lieu d'utilisation, on pourra aussi distinguer (avec des risques souvent différents)
- les eaux utilisées dans la sphère domestique, après passage par un réseau de distribution ou à partir d'un puits privé ou communautaire ;
- les eaux directement utilisées dans la nature ;
- les eaux utilisées dans le milieu professionnel[4],

Concernant les eaux susceptibles d'abriter des vecteurs et/ou parasites, on distinguera généralement 
- les eaux douces des eaux salées, froides ou chaudes, claires ou turbides...
- les eaux vives et les eaux stagnantes (qui posent généralement plus de problèmes)
- les eaux de marais, de tourbières (alcalines ou acides) ou de mangroves[5].

## Enjeux

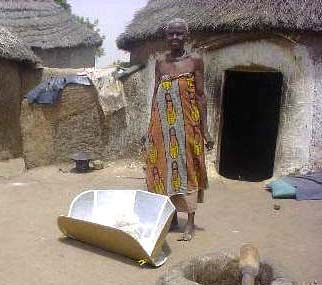
Un simple cuiseur solaire à concentration, comme ici à Zouzugu (Ghana) limite le besoin d'eau et diminue les risques de maladies hydriques (dont la Dracunculose) en permettant une pasteurisation gratuite de l'eau (quand le soleil est présent)

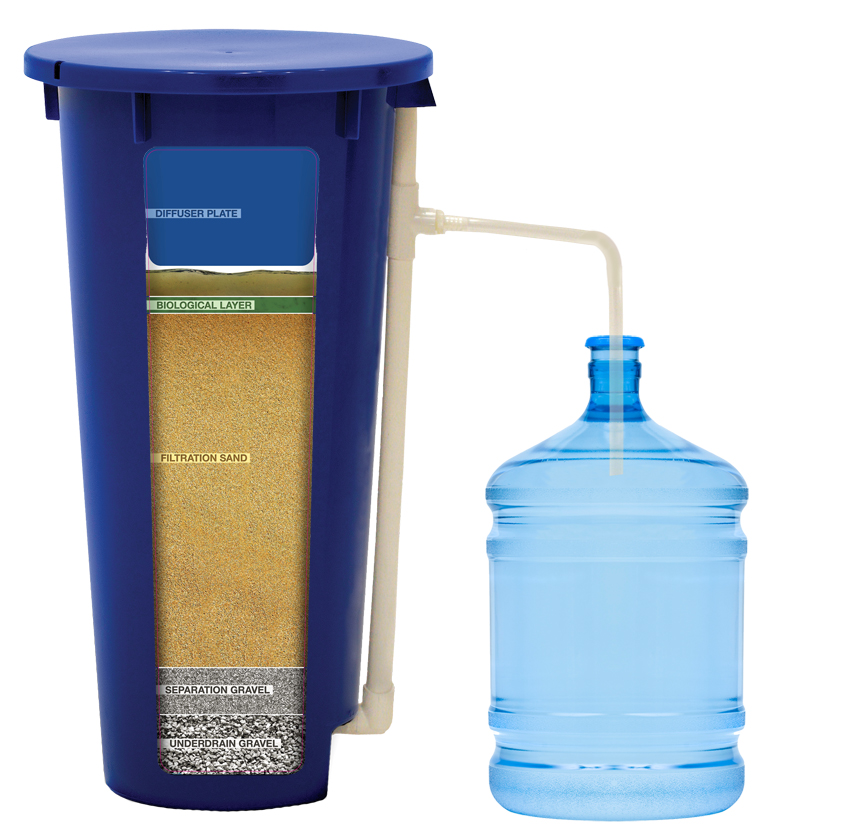
Ce filtre à sable amélioré (en combinant plusieurs processus biologiques et mécaniques de filtration/épuration) élimine la plupart des contaminants microbiens et parasitaires de l'eau, réduisant le risque de diarrhée, de maladies de peau et d'infections des voies urinaires.

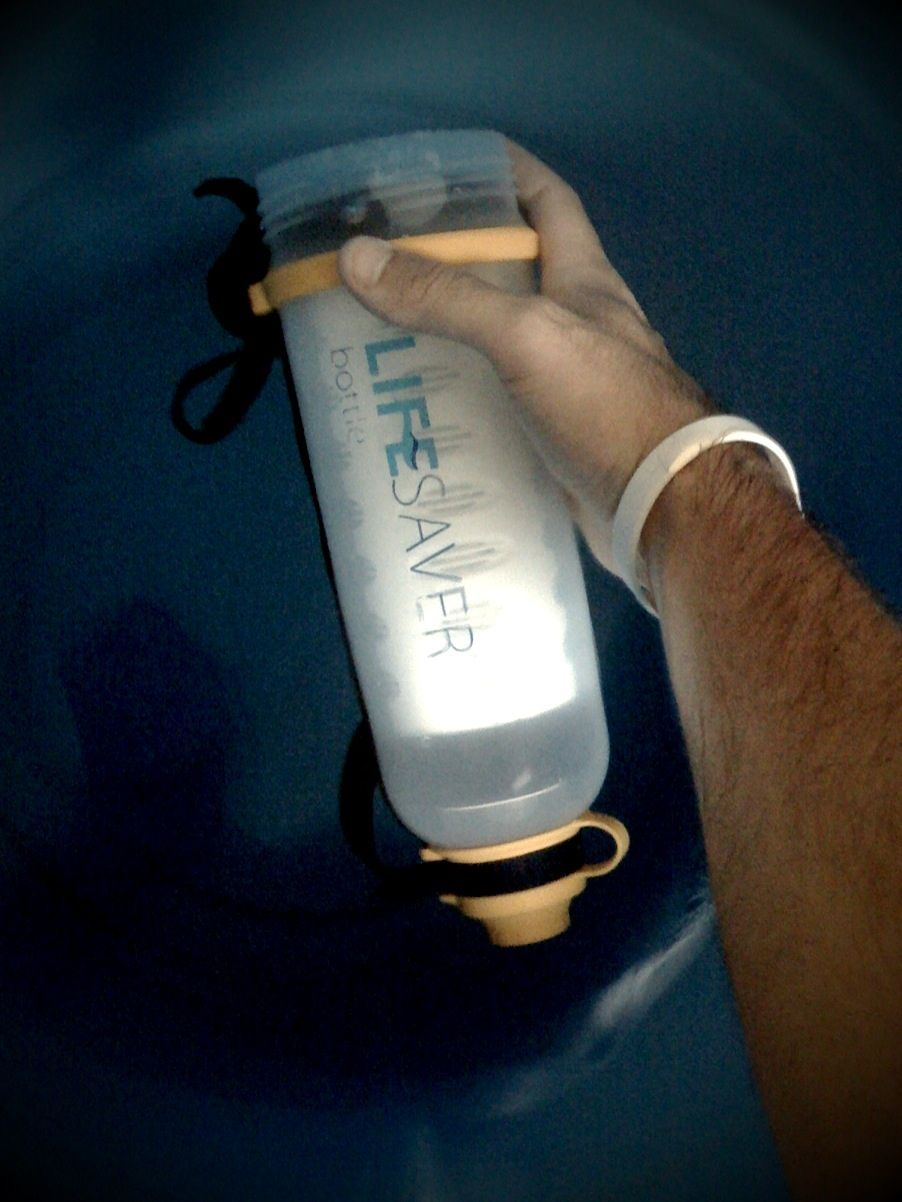
Bouteille LifeSaver, utilisée par l'armée ou en situation de crise humanitaire pour produire par ultrafiltration de petites quantités d'eau potable. Il existe aussi un équivalent en "tube d'aspiration" (LifeStraw) plus léger

Ils sont sanitaires (enjeu de santé publique), sociaux et économiques, mais aussi individuels et collectifs (avec donc des enjeux géopolitiques, géostratégiques et de solidarité transrégionales et transnationales, faute de quoi pourraient se développer  de futures « guerres de l'eau »). Des enjeux croisés existent entre la gestion de l'eau (éventuellement communautaire) et les inégalités sociales et les inégalités écologiques, les populations plus pauvres étant généralement à la fois plus vulnérables et plus exposées aux maladies hydriques et aux environnements dégradés.
L'accès à l'eau potable (et donc à l'assainissement qui vise aussi à protéger la ressource en eau) est considéré comme l'un des besoins les plus fondamentaux pour l'Homme, et donc un des grands enjeux de développement soutenable.
En effet, aujourd'hui, encore 2,6 millions de personnes meurent chaque année en raison des maladies liées à l'eau et à un environnement insalubre.
Des enjeux prospectifs, de veille sanitaire et de veille épidémiologique et écoépidémiologique ainsi que d'utilisation des retours d'expérience existent aussi avec la surexploitation de nappes phréatiques propres, alors que la pollution générale de l'environnement peut affecter les ressources en eau des générations futures, l'apparition de phénomènes d'antibiorésistance et de chlororésistance, qui peuvent aussi avoir des causes ou co-déterminants environnementaux (la dégradation écologique des milieux aquatiques) et agroenvironnementaux,,, le drainage et l'irrigation, ainsi que l'épandage de lisiers, fumiers et/ou composts non arrivé à maturité pouvant notamment être des facteurs de salinisation ou de pollution microbienne (ou physicochimiques) de l'eau.
Ces enjeux sont exacerbés dans les régions chaudes et/ou arides où les risques microbiens sont élevés et où l'eau potable est plus difficile à trouver, en zone sahélienne par exemple.
D'autres enjeux sont liés à la sensibilisation, de formation et d'information des décideurs, des élus, des personnels de santé (dont médecins), des techniciens et de la population (scolaire notamment).
Des questions nouvelles et complexes se posent quand apparaissent des biofilms, et des souches de microbes ou parasites résistants aux moyens classiques de désinfection et épuration microbiologique de l'eau.

## Exemples
- Choléra[17].
- Paludisme
- Dengue
- Diarrhée, Diarrhée du voyageur
- Hépatites (hépatite A et hépatite E)
- Typhoïde
- certaines méningites
- leptospirose[18]
- salmonellose
- Dientamoebiase (causée par Dientamoeba fragilis)
- Eustrongylidose
- trypanosomiase
- schistosomiase
- Dracunculose
- Lambliase
- Giardiase
- Amibiase
- Filariose lymphatique
- bactériose, par exemple due à Escherichia coli O157:H7 ou à Campylobacter jejuni ou à des toxines cyanobactérielles
- Cryptosporidiose
- viroses (souvent dues à un Rotavirus, au Virus de Norwalk, un Adénovirus, l'Astrovirus, ou autre Entérovirus...).
- Saturnisme, Arsenicisme
- Botulisme
- Fluorose
- Dysenterie
- Bilharziose
- Méningo-encéphalite amibienne primitive
- poliomyélite